# Brian Joscelyne
Brian Joscelyne – brytyjski kierowca wyścigowy.

## Kariera
Charnell rozpoczął karierę w międzynarodowych wyścigach samochodowych w 1976 roku od startów w klasie S 2.0 24-godzinnego wyścigu Le Mans, w którym uplasował się na drugiej pozycji w swojej klasie, zaś w klasyfikacji generalnej był 22. W kolejnych startach w tym wyścigu (w latach 1978-1979) zajął odpowiednio trzynaste i drugie miejsce w klasie S 2.0 (45 i 18 w klasyfikacji generalnej). Poza tym startował również w innych wyścgach zaliczanych do klasyfikacji Mistrzostw Świata Samochodów Sportowych.